# Monterrubio de Demanda
Monterrubio de Demanda är en ort i Spanien.   Den ligger i provinsen Provincia de Burgos och regionen Kastilien och Leon, i den norra delen av landet, 200 km norr om huvudstaden Madrid. Monterrubio de Demanda ligger 1 213 meter över havet och antalet invånare är 102.
Terrängen runt Monterrubio de Demanda är kuperad. Runt Monterrubio de Demanda är det mycket glesbefolkat, med 4 invånare per kvadratkilometer. Närmaste större samhälle är Quintanar de la Sierra, 19,5 km söder om Monterrubio de Demanda. I omgivningarna runt Monterrubio de Demanda växer i huvudsak barrskog.